# Máramarossziget
Máramarossziget (románul: Sighetu Marmației, röviden Sighet, németül: Maramureschsigeth, röviden Siget, szlovákul: Sihoť, ukránul: Сигіт‑Мармароський, jiddisül סיגעט-Siget) municípium Romániában, Máramaros megyében. A Tisza-parti város egykor Máramaros vármegye székhelye és Magyarország faiparának és sóiparának központja volt.

## Földrajz

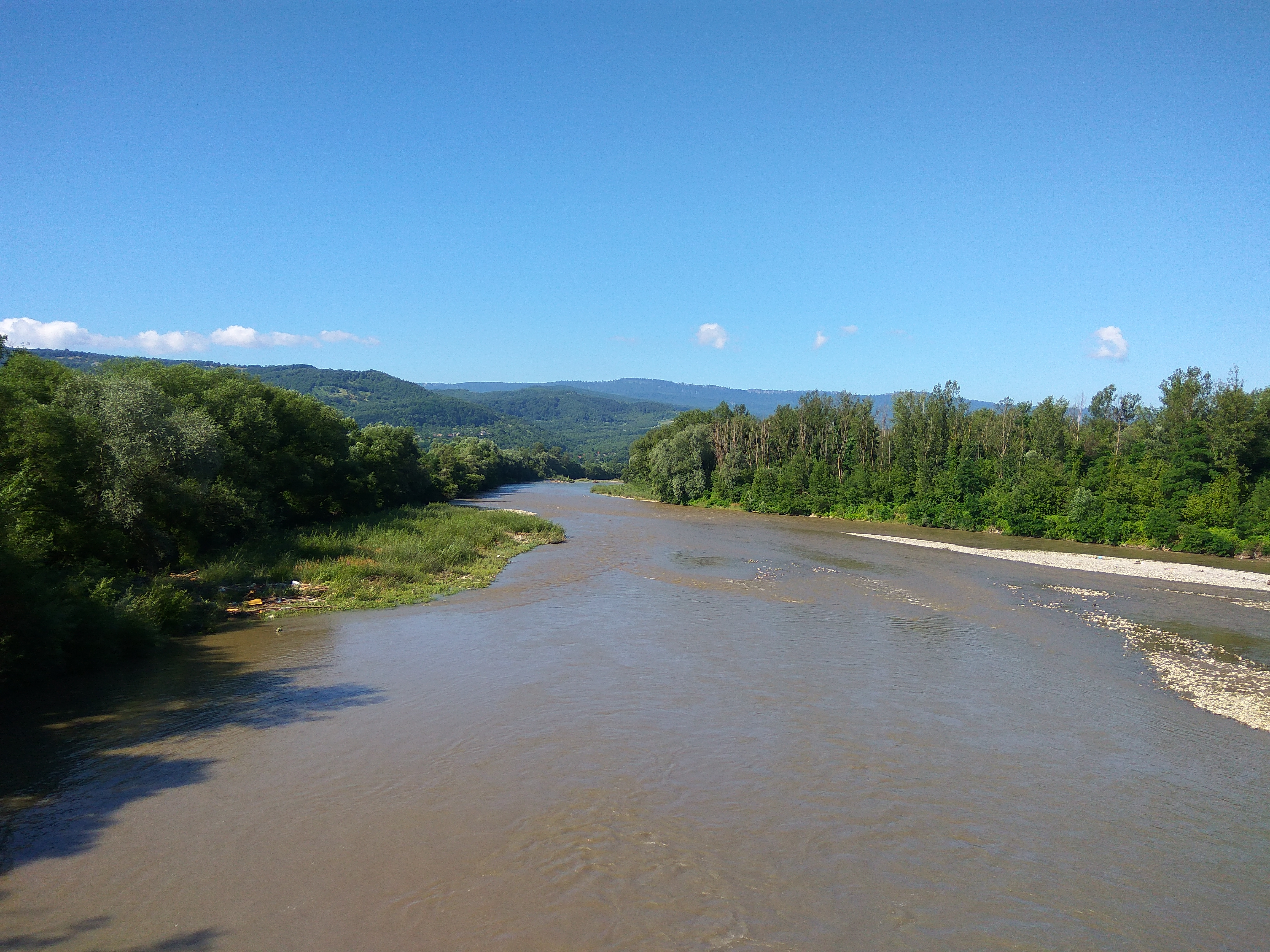
A Tisza Aknaszlatina és Máramarossziget között

Nagybányától 53 km-re északkeletre, a Tisza déli, bal partján fekszik. A folyó itt országhatárt képez Románia és Ukrajna között; szemközti partján található a kárpátaljai Aknaszlatina. A város közigazgatási területén, a belvárostól nyugatra torkollik a Tiszába az Iza.

## Nevének eredete
Neve a Máramaros (románul Maramureș) folyónévből való, aminek most Mara a neve. A víznév az indoeurópai mori (= tenger, állóvíz) és a mors (= holt) szavakból származik. Arra utal, hogy a város a Tisza és az Iza szögében épült.

## Történelem

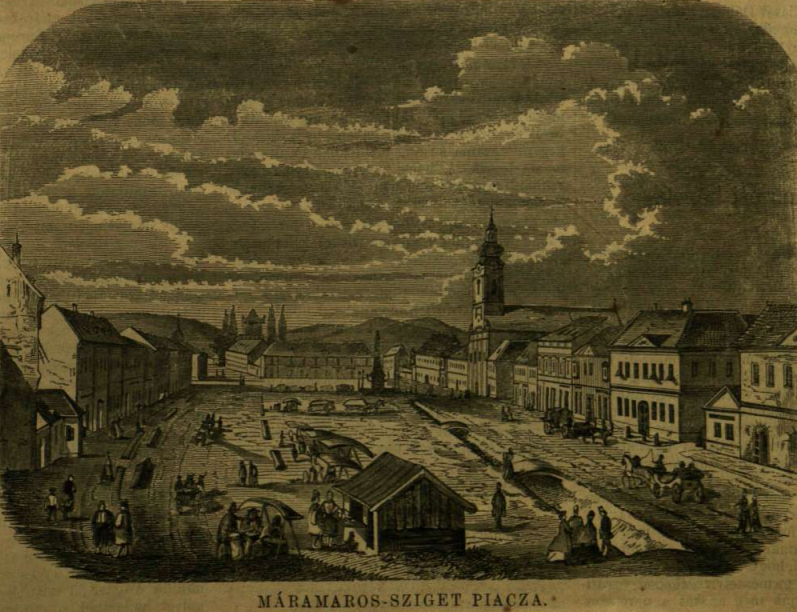
Máramarossziget piaca 1876-ban

A település a 13. század végén alakult ki, először 1308-ban említik.
A 14. század közepére jelentős vásároshely és Máramaros megye egyetlen túlnyomóan iparosok és kereskedők lakta városa lett. A lakosság jellegzetes csoportját alkották még a közeli rónaszéki sóbánya munkásai. 1352-ben részesült azokban a kiváltságokban, amelyeket a másik négy máramarosi város (Huszt, Visk, Técső és Hosszúmező) kapott 1329-ben Károly Róberttől. A 14. század végén azonban Sziget a többi várossal együtt a huszti uradalom részévé vált, azaz földesúri hatalom alá került.
Szigetet kezdettől fogva túlnyomórészt magyarok lakták, kisebbrészt németek, de az utóbbiak hamar asszimilálódtak.
1360 tájékától rendszerint itt tartotta a gyűléseit Máramaros megye, amelynek 1558-ban már állandó székháza volt a városban.
A 15. század végétől kezdve számottevő értelmiségi réteg jelent meg, főleg sókamarai hivatalnokok és más királyi tisztviselők. A reformáció során a város a református hitre tért. A 16. század végétől kezdődően a lakosság nagy többsége nemeslevelet szerzett, s nemessége 1618-ra külön közösséggé szerveződött. 1730 körül letelepedett itt a piarista rend, de a katolikusok száma csak lassan emelkedett. A Piarista Gimnázium, valamint az egykori városi iskolából kialakult református kollégium az egész megye vezető oktatási intézményeinek számítottak.

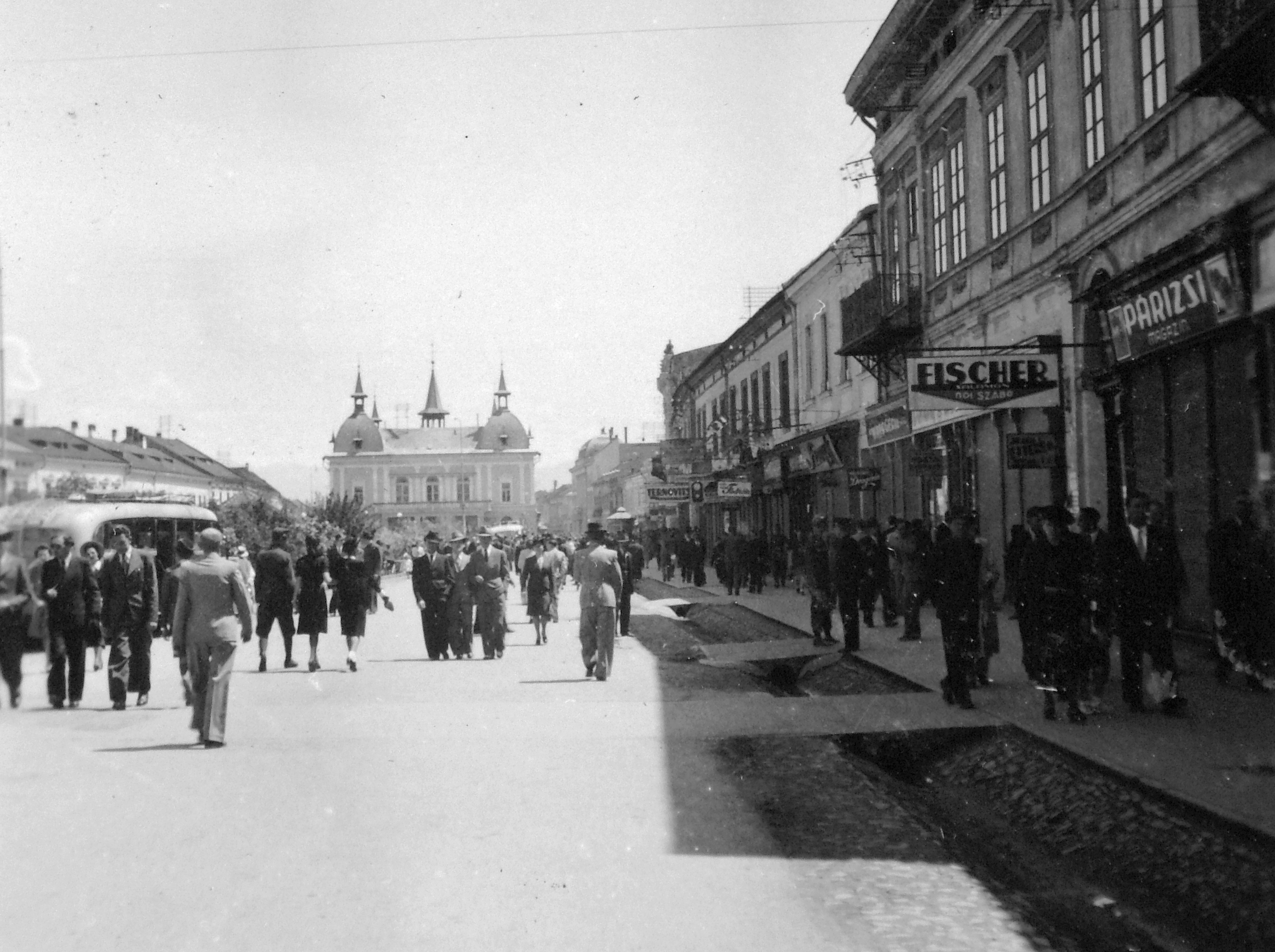
A Horthy Miklós tér (korábban Fő tér, ma Piata Libertătii) 1941-ben

1918-ig, majd 1940-től 1944-ig újra Magyarország része, Máramaros vármegye székhelye (nem volt része az 1939-ben felállított Máramarosi közigazgatási kirendeltségnek). A városba a második bécsi döntést követően, 1940. szeptember 5-én vonult be a honvédség; Ablonczy Balázs magyar történész szerint a bevonulás előtt felfegyverzett román polgári személyek és katonák raboltak és erőszakoskodtak. Máramarossziget volt az első visszatért észak-erdélyi város, lévén a Tisza túlpartja 1938 óta újra Magyarországhoz tartozott, így a határ mentén felsorakozott honvédcsapatok itt kezdték meg az átkelést az erdélyi bevonulás első napján.
1944. október 17-én szovjet kézre került. 1950–1955 között itt működött a kommunista éra egyik hírhedt börtöne, „átnevelő” táborként. Számos más román és magyar értelmiségivel és egyházi vezetővel együtt politikai fogolyként tartották fogva itt Márton Áron és Scheffler János és Boros Béla római katolikus, Alexandru Todea, Alexandru Rusu, Valeriu Traian Frențiu, Tit Liviu Chinezu, Ioan Suciu, Ioan Bălan és Iuliu Hossu görögkatolikus püspököket (többen közülük itt is hunytak el a megpróbáltatások következtében), valamint Iuliu Maniu korábbi miniszterelnököt.

## Népesség
| Lakosok száma | 27 270 | 18 329 | 22 361 | 37 903 | 44 185 | 41 220 | 37 640 | 32 793 |
|               | 1930   | 1948   | 1956   | 1977   | 1992   | 2002   | 2011   | 2021   |

### Etnikai, vallási összetétel
Máramarossziget municípium lakosságának nemzetiségi összetétele (a – anyanyelvi összetétel):
| Év     | Összesen | Román | Magyar | Német | Zsidó | Cigány | Ukrán | Egyéb |
| ------ | -------- | ----- | ------ | ----- | ----- | ------ | ----- | ----- |
| 1880 a | 12324    | 2085  | 7000   | 2439  |       |        | 650   | 150   |
| 1890 a | 16345    | 2690  | 10006  | 2839  |       |        | 659   | 151   |
| 1900 a | 19117    | 2919  | 12699  | 2718  |       |        | 717   | 64    |
| 1910 a | 23657    | 3632  | 18143  | 1310  |       |        | 532   | 40    |
| 1920   | 25795    | 6489  | 6570   | 149   | 11561 |        |       | 1026  |
| 1930   | 27270    | 9658  | 5424   | 161   | 10526 | 58     | 1221  | 222   |
| 1941   | 28139    | 6202  | 15415  | 78    | 5907  | 80     | 346   | 111   |
| 1956   | 24222    | 14359 | 7354   | 38    | 1381  | 16     | 944   | 130   |
| 1966   | 29771    | 20865 | 7600   | 88    | 159   | 45     | 893   | 121   |
| 1977   | 38146    | 28202 | 8465   | 93    | 116   | 111    | 1090  | 69    |
| 1992   | 44185    | 34010 | 8133   | 190   | 33    | 322    | 1443  | 54    |
| 2002   | 41220    | 32867 | 6513   | 105   | 20    | 448    | 1226  | 41    |
| 2011   | 37640    | 28634 | 4417   | 57    | 11    | 490    | 750   | 3281  |

Máramarossziget nemzetiségi összetételét az Osztrák–Magyar Monarchia idején, majd a két világháború közötti Romániában is a magyarok és zsidók határozták meg. Az 1960-as évek elejétől a város gyors ütemben elrománosodott, amiben meghatározó volt a magyar líceum beolvasztása, a magyar nyelvű oktatás leépítése, és a magyarok leváltása a vezető gazdasági pozíciókból. A 2010-es évek végére a magyarok aránya 15%-ra csökkent.
A magyar közösség életét a római katolikus és református gyülekezet, valamint két kulturális egyesület határozza meg, melyek kórust, táncegyüttest, cserkészcsapatot működtetnek, kulturális rendezvényeket szerveznek, illetve könyveket is kiadnak.

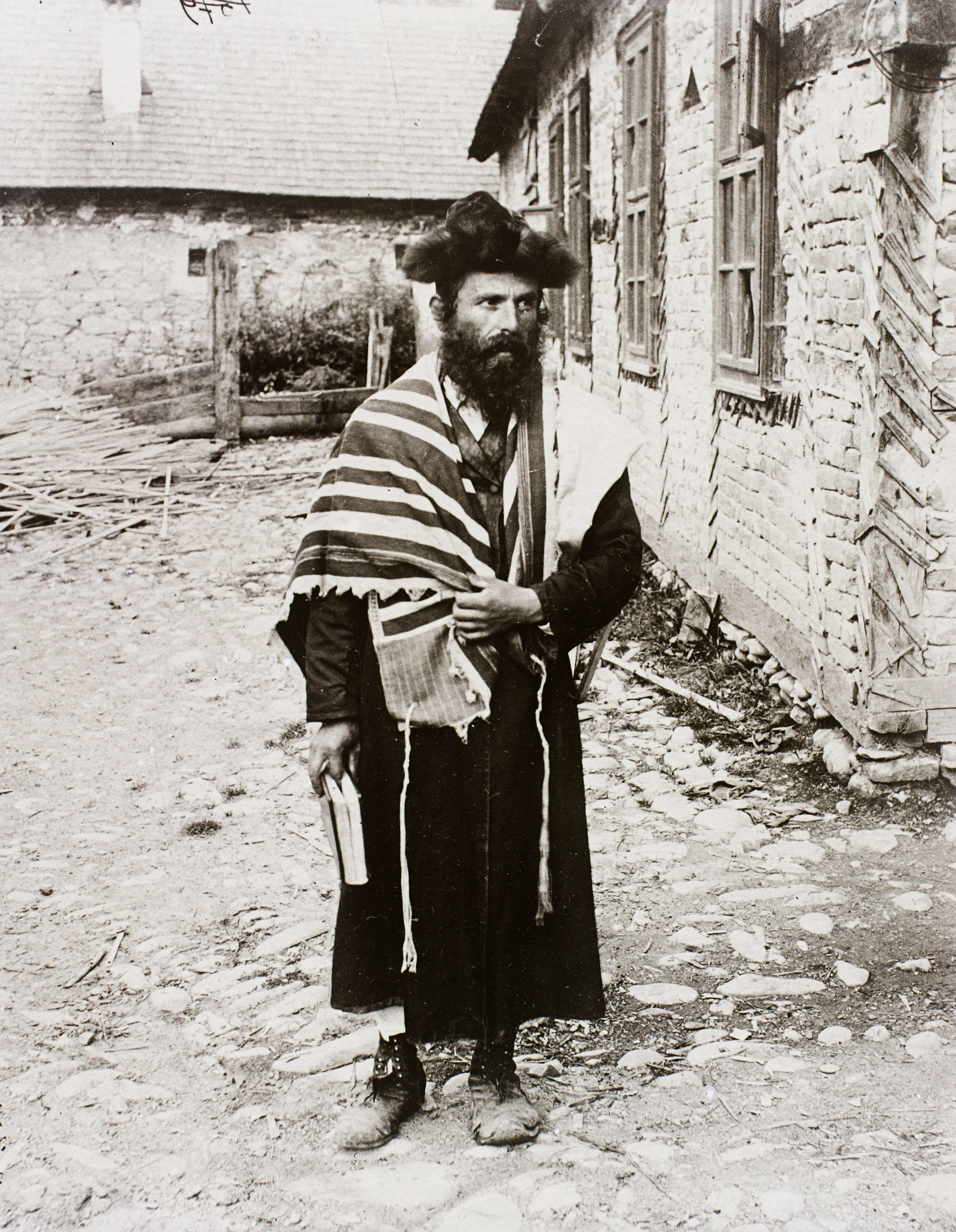
Zsidó férfi az egyik máramarosszigeti zsinagóga udvarán, 1907

### A máramarosszigeti zsidóság
Az első zsidók a 18. század elején érkeztek Máramarosszigetre, 1740-ben már állandó minjánjuk volt. 1785-ben 142, 1869-ben 2325, 1880-ban pedig 3380 zsidó élt Máramarosszigeten, ahol a században a haszidizmus egyik jelentős központja volt Magyarországon. A közösség létszáma a 20. század folyamán is nagy ütemben gyarapodott, így a városban 1910-ben 7981, 1941-ben pedig 10 144 zsidó élt. A 19. század közepétől a 20. század közepéig meghatározó volt a Teitelbaum rabbidinasztia szerepe: az egyik legnagyobb és máig virágzó haszid rabbidinasztia tagjai nem csak a város hitéletét tartották kézben, hanem Máramaros legtöbb rabbiszékét megszerezték, ami biztosította a szigeti rebbe hagyományos elsőségét. Az ő nevükhöz fűződik a szigeti irányzatból kivált szatmári haszidizmus is.

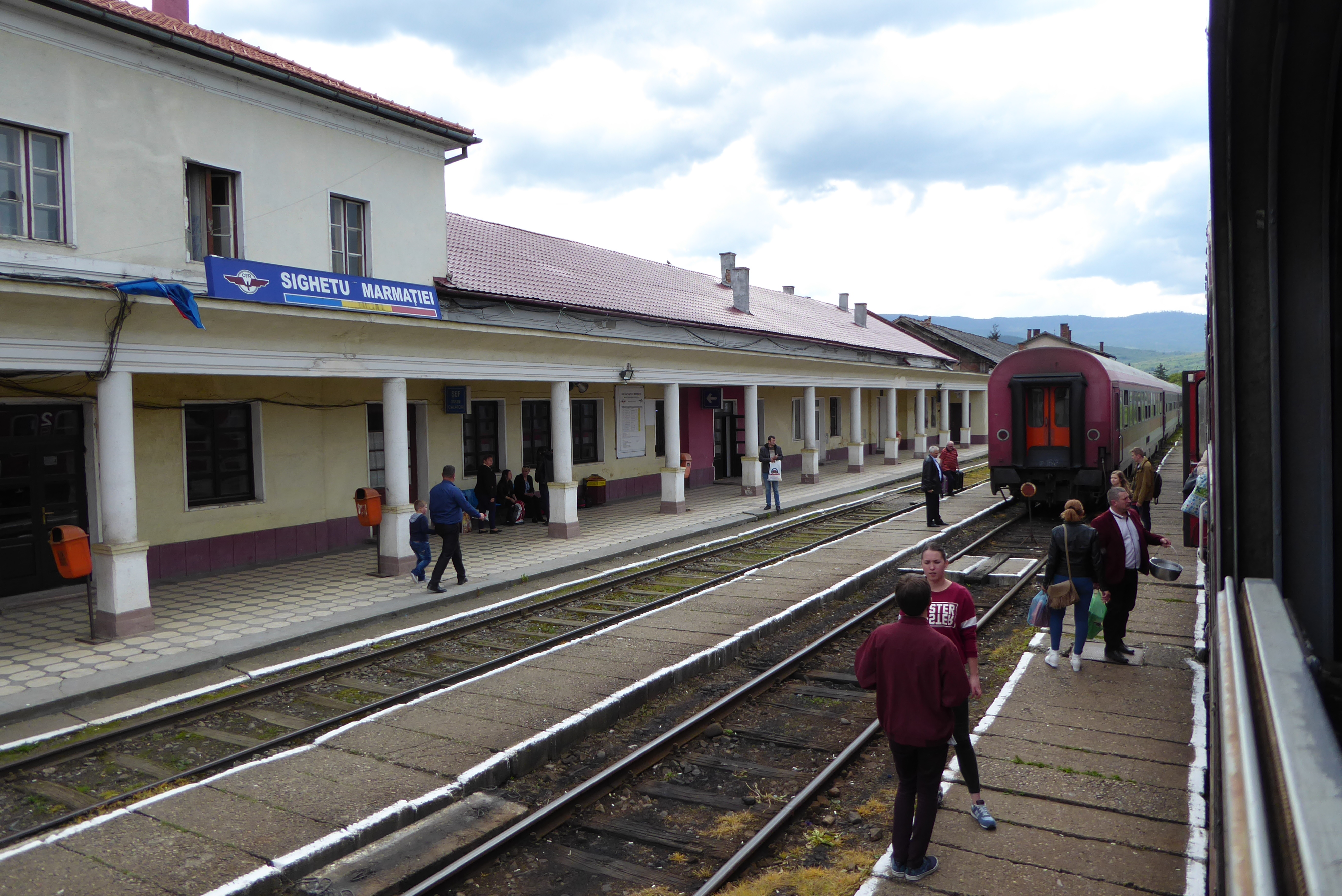
Máramarossziget vasútállomás

1942–43 során Máramarosszigetre sok lengyel zsidó menekült, akik különböző lengyelországi gettókból és koncentrációs táborokból szöktek meg. Máramarosszigetről összesen 12 749 zsidót deportáltak. Az utolsó szigeti rebbe, Teitelbaum Mózes a második világháború után a vallás- és kisebbségellenes kommunista állam nyomása miatt Amerikába emigrált.
Máramarosszigeten 2002-ben 22 izraelita vallású személy élt.

## Közlekedés
Máramarossziget a végpontja a Nagyváradról induló, Szatmárnémetit is érintő DN19-es főútnak. Közúti határátkelő hely Ukrajna felé.
Vasúti kapcsolatát 1871–1872-ben építette ki Szerencs felől a Magyar Északkeleti Vasút; a vonalat 1890-ben államosították. Jelenleg a CFR 409-es számú Szálva–Alsóvisó–Visóvölgy–Máramarossziget-vasútvonala szolgálja ki.

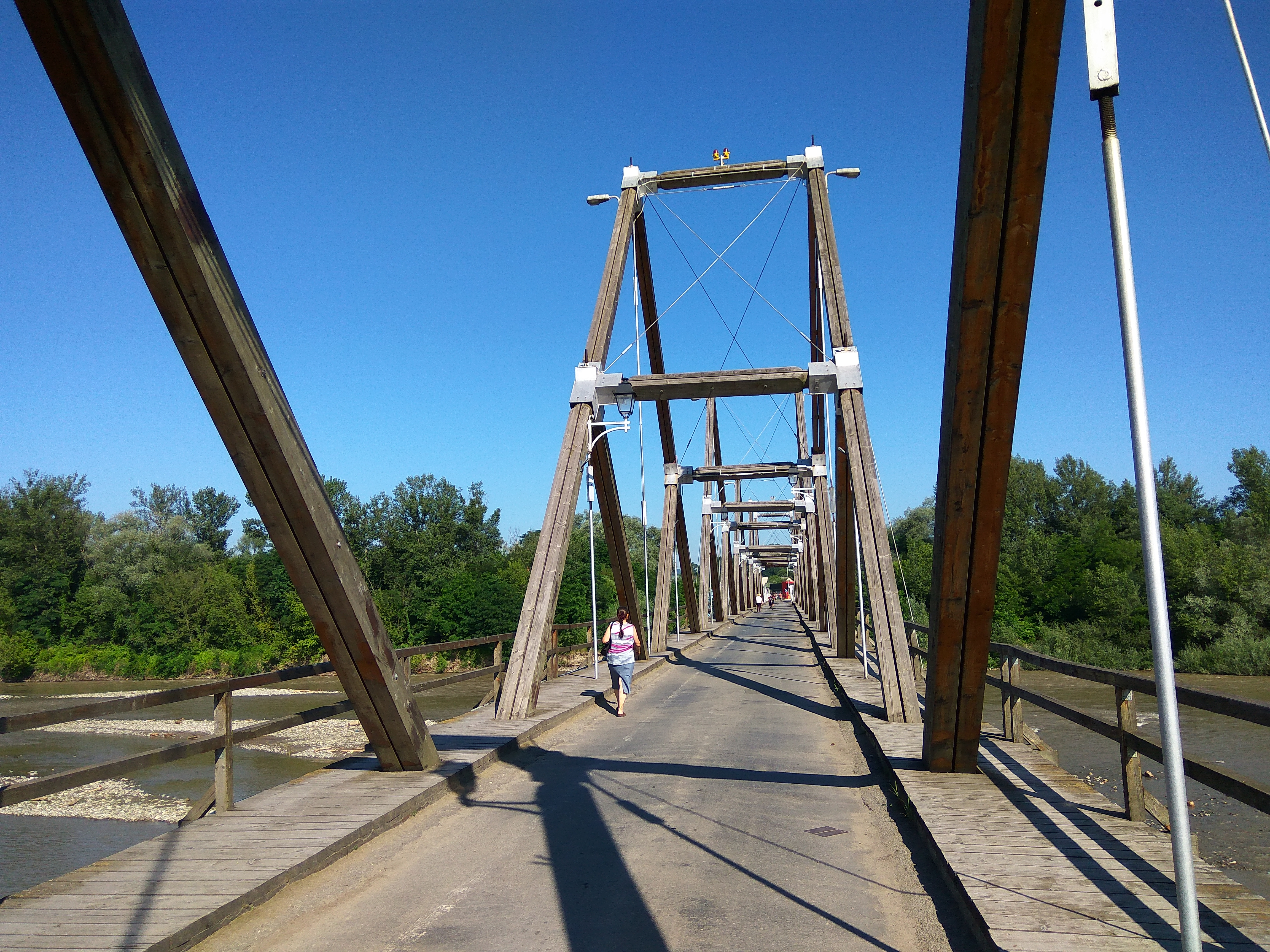
A Máramarossziget–aknaszlatinai Tisza-híd

Aknaszlatinával egynyomú, csak személygépkocsival való közlekedésre alkalmas (3,5 tonnás össztömegkorlátozású) közúti híd köti össze a Tisza felett. Az eredetileg 1892-ben épült acélhidat 1919-ben egy nagy árvíz megrongálta. A két világháború között csak egy kötélhíd kötötte össze a két partot. 1941-ben, amikor a második bécsi döntés nyomán mindkét part újra Magyarország része lett, a csonka hidat felújították, azonban a második világháborúban lerombolták. 2001-ben ugyan újjáépült, de csak alkalmanként nyitották meg; végül 2007-ben létesült állandó határátkelő.
2022-ben az Európai Unió támogatásával megkezdődött a teherforgalomra is alkalmas, 2×2 sávos Máramarossziget–tiszafejéregyházai Tisza-híd műszaki tervezése és kivitelezése, mely Máramarossziget Teplice településrészét köti össze a Kárpátaljai Tiszafejéregyházával, és a tervek szerint 2024 nyarára készülhet el.

## Látnivalók

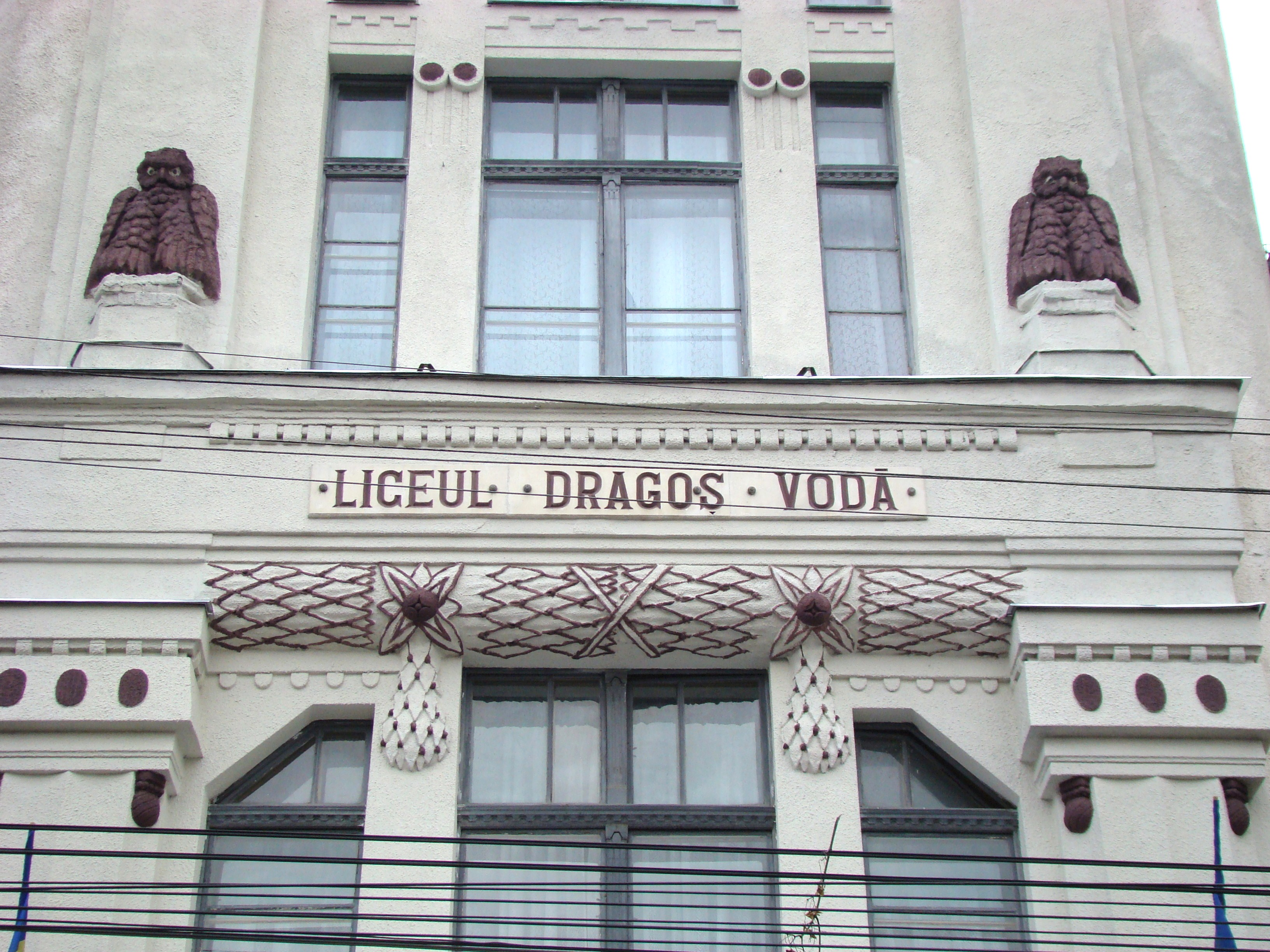
A Piarista főgimnázium 1911–1912-ben épült épülete, ma Dragoș Vodă Líceum

- Római katolikus Borromeo Szent Károly-temploma 1775-ben épült.
- A református templom 1862-ben nyerte el mai jellegzetes formáját. Kertjében található Leövey Klára 1899-ben emelt emlékoszlopa és az 1848-49-es hős honvédek (Asztalos Sándor és Móricz Samu) 1887-ben emelt emlékműve.
- Ruszin görögkatolikus templom
- A megyeháza épületében van a Történeti Múzeum, a Főtér másik végén a Máramarosi Néprajzi Múzeum látható.
- A szecessziós Kultúrpalotát 1912–1913-ban, közadakozásból építtette Máramarossziget lakossága, Sándy Gyula budapesti építész tervei alapján. A kivitelező cég a beregszászi „Fuchs és társa” volt. Az épület báró Perényi Zsigmond nevéhez köthető, aki Máramaros vármegye főispánjaként a megyében működő kulturális egyesületeket akarta egy födél alá gyűjteni. A négytornyos palotában kapott helyet a városi könyvtár, a Széchenyi úri kaszinó, valamint a Máramaros Közművelődési Egylet székháza. Ide került Hollósy Simon Huszti vár című festménye is. Trianon után a román állam az ASTRA román egyesületnek adta használatba az épületet. Zolopcsuk Pál Róbert helytörténész szerint 1938-ban egy ideiglenes bizottság döntése nyomán került az épület az ortodox egyház tulajdonába, és ortodox püspöki palotaként működött 1940-ig. A második bécsi döntést követően a palotát a magyar kincstár tulajdonaként telekkönyvezték, a világháború vége felé hadikórházzá alakították. 1945 után a román állam volt a tulajdonosa. Jelenleg városi könyvtár, művészeti iskola, tánciskola és egy egyetemi részleg működik benne.[19]
- A város főterén ma is látható egykori Vigadó (1889-ben épült Gerster Kálmán építész tervei alapján). Ez volt Máramarossziget első, reprezentatív középülete, amely egységes terv alapján, kőből épült. A később moziként üzemelt épület külsejét négy, tornyocskákkal ellátott álkupola és a nagy főtorony uralja.
- A város legnagyobb épülete az egykori Jókai Mór és lskola utca sarkán található Piarista főgimnázium.  A piarista iskolát III. Károly alapította „a kincstári hivatalnokok és a nép gyermekei szellemi nevelésére”. Korszerű épülete szintén 1911–1912-ben épült[20] Baumgarten Sándor építész tervei alapján, a kivitelező cég is a Fuchs és társa volt. Az épületben ma is középiskola, a Dragoș Vodă Líceum(wd) működik.[21]
- Máramarosszigeten ma már csak egy zsinagóga áll az egykori hatból. Az 1902-ben épült eklektikus Neo-mór, Neo-barokk és Neo-romanika stílusú egyházi épületet raktárként használták a Ceaușescu által vezetett kommunista Romániában.
- A városban a zsidó közösség egyik központja, az egykori nagy vagy más néven ortodox zsinagóga helyén ma Holokauszt-emlékmű áll.
- A város főterén látható az egykori Leányiskola. Külsejét szecessziós stílusban, színes kerámia díszítéssel látták el, 1901-ben, a millenniumi ünnepségek tiszteletére. Az épület ma az ukrán líceumnak (Liceul Ucrainean Taras Sevcenco) ad otthont.
- Falumúzeuma az egyik leglátványosabb Romániában.
- Igényesen kialakított Börtönmúzeuma a kommunista államterrornak állít fájdalmas emléket. Az elhallgatott magyar kiválóságok között itt raboskodott – többedmagával – Márton Áron vértanú püspök is.

## Képgaléria

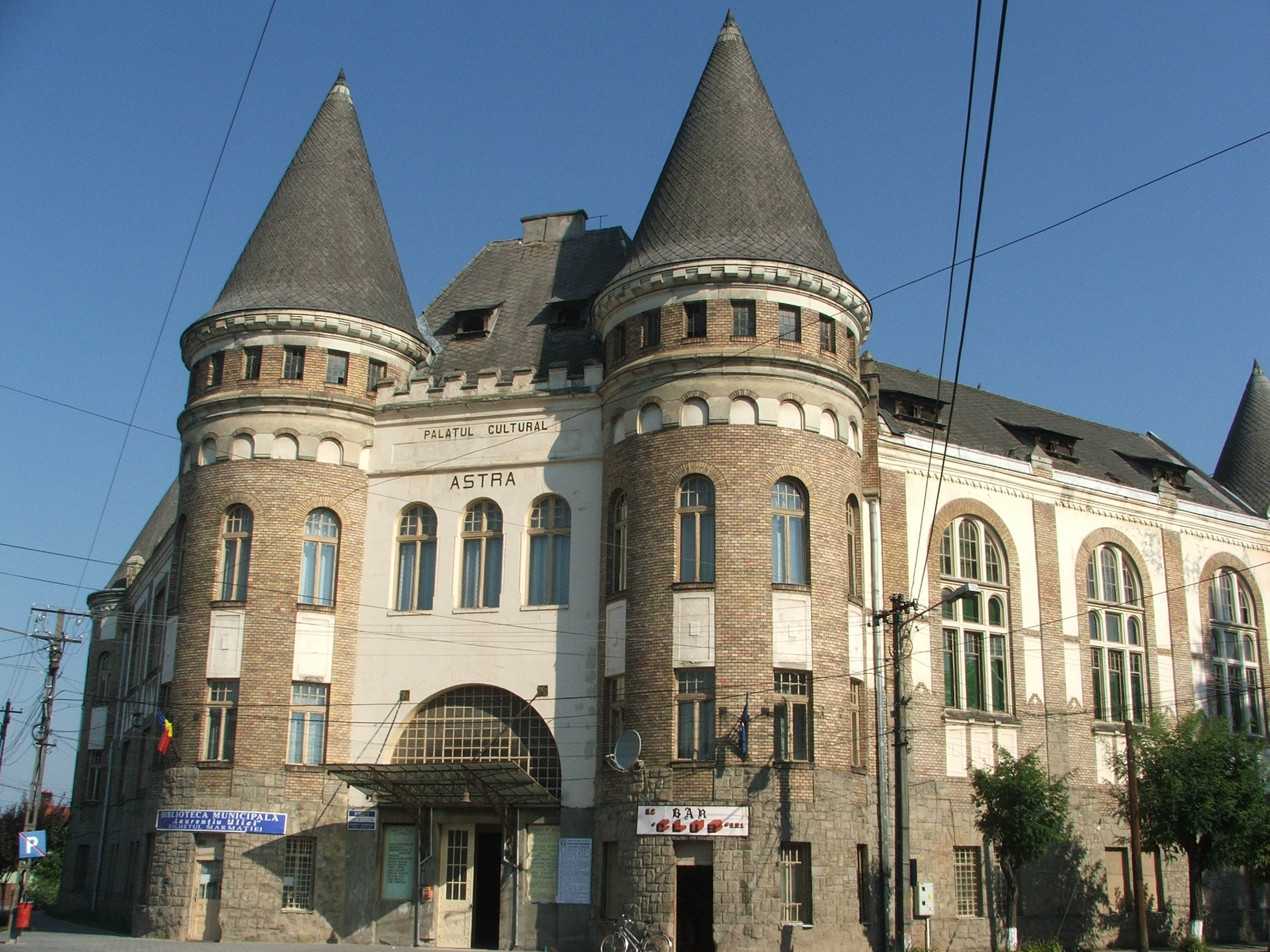
Kultúrpalota
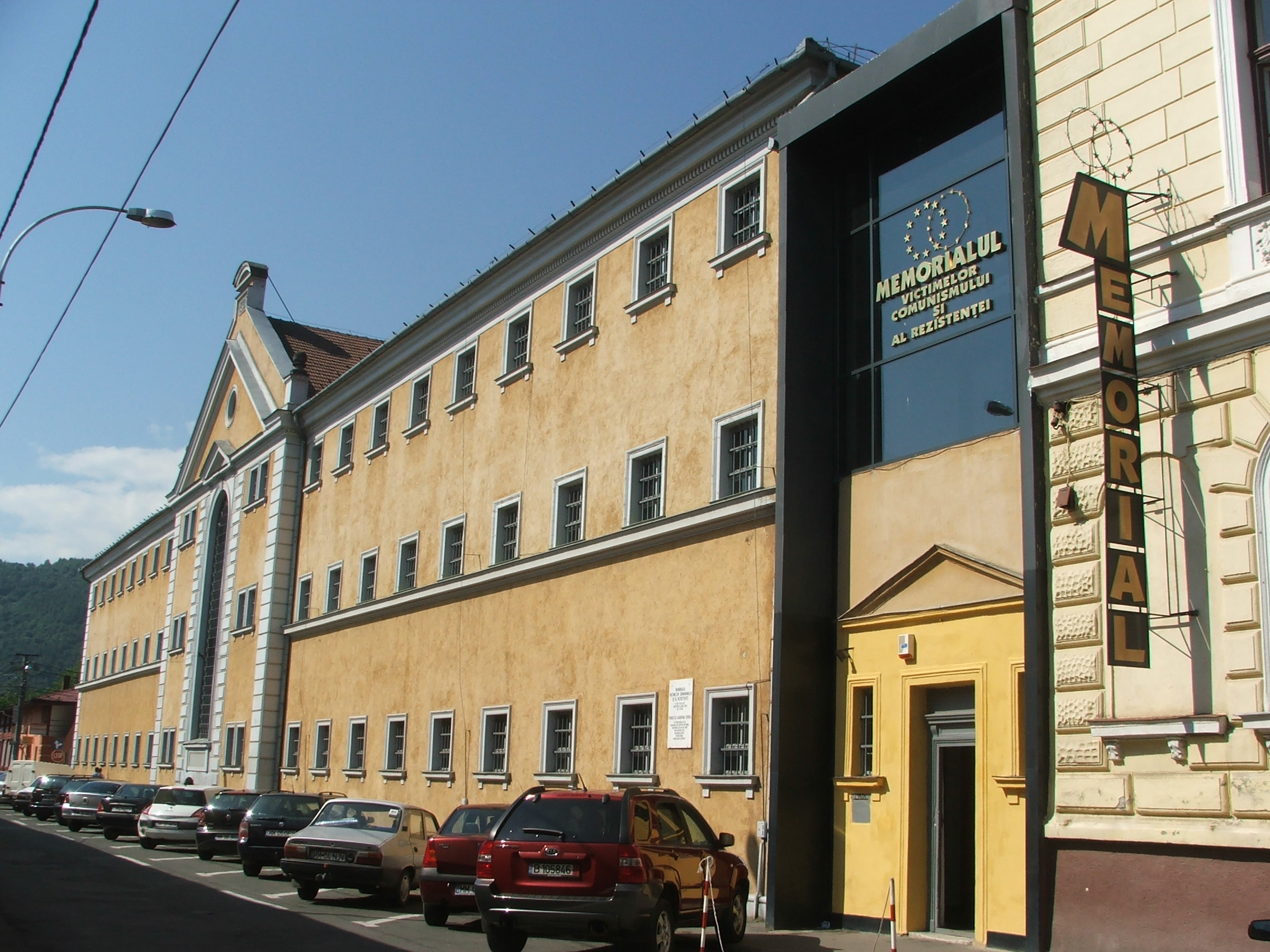
Börtönmúzeum
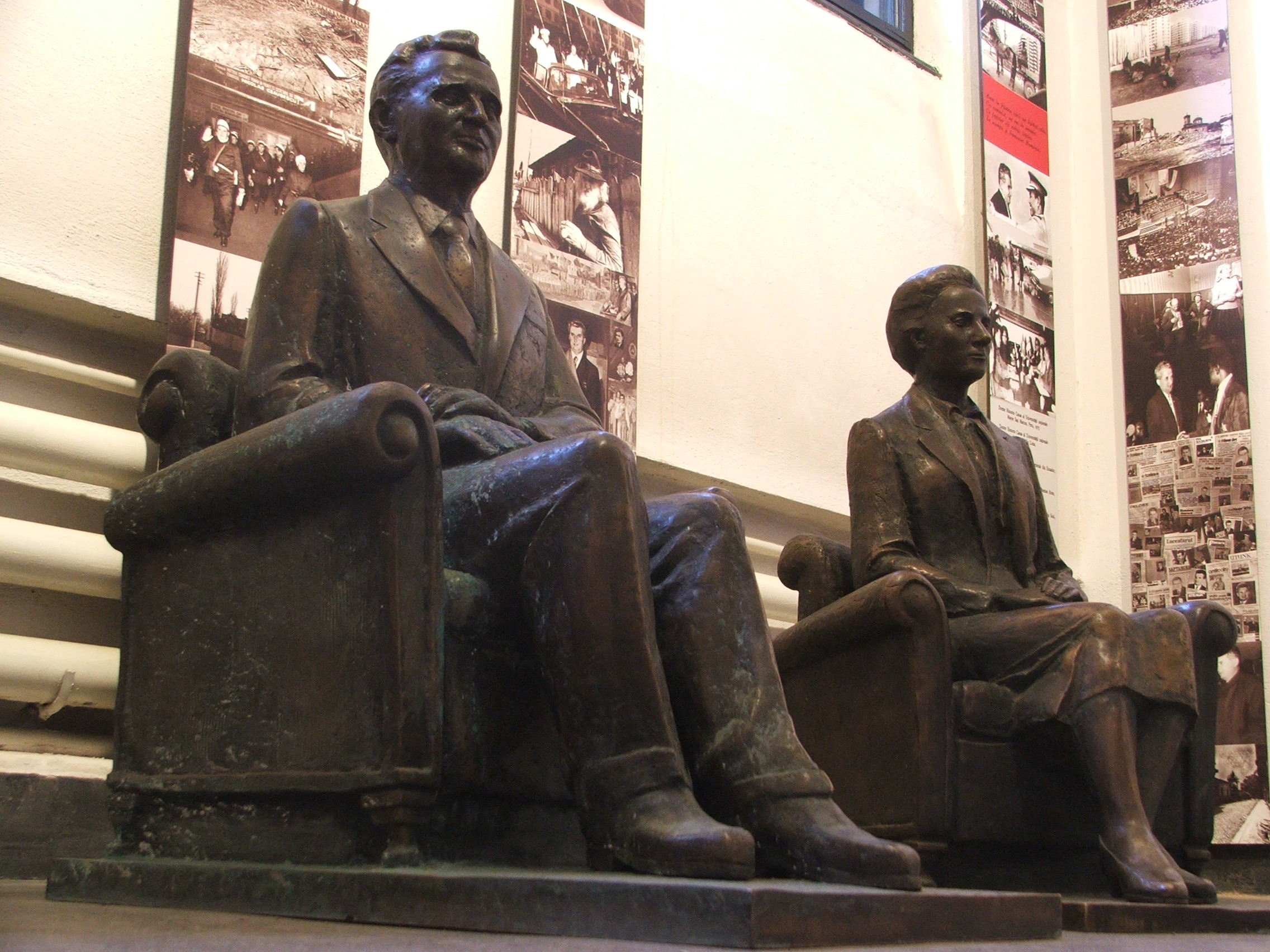
Ceaușescuék szobra, a Börtönmúzeumban
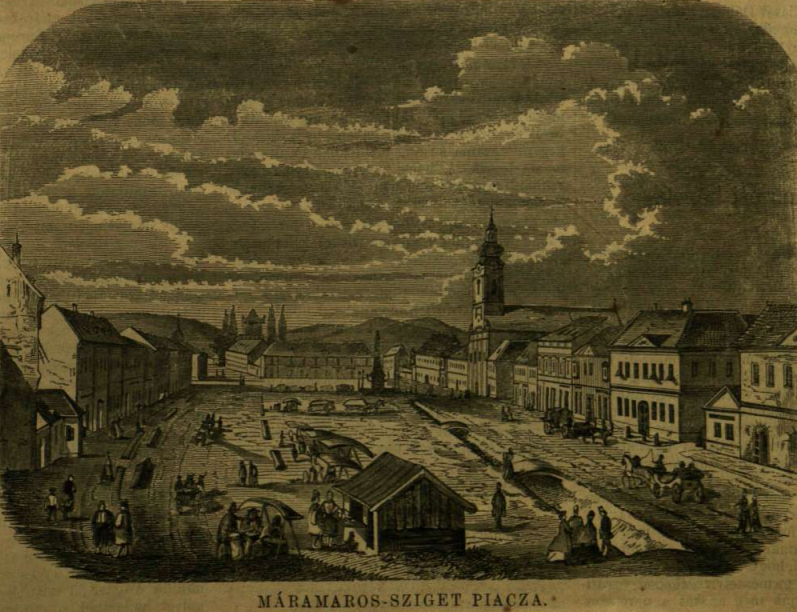
Városrészlet (1876)

## Híres emberek
- Itt raboskodott és hunyt el a máramarosszigeti börtönben Iuliu Maniu (1873–1953) miniszterelnök
- Itt raboskodott és hunyt el a máramarosszigeti börtönben boldog Valeriu Traian Frențiu (1875–1952) görögkatolikus püspök[6]
- Itt raboskodott a máramarosszigeti börtönben boldog Ioan Bălan (1880–1959) görögkatolikus püspök[6]
- Itt raboskodott a máramarosszigeti börtönben boldog Alexandru Rusu (1884–1963) görögkatolikus püspök[6]
- Itt raboskodott a máramarosszigeti börtönben boldog Iuliu Hossu (1885–1970) görögkatolikus püspök[6]
- Itt raboskodott a máramarosszigeti börtönben boldog Scheffler János (1887–1952) római katolikus püspök
- Itt raboskodott a máramarosszigeti börtönben Sándor Imre (1893–1956) római katolikus pap, püspökhelyettes[22]
- Itt raboskodott a máramarosszigeti börtönben Márton Áron (1896–1980) római katolikus püspök
- Itt született Harmat Zoltán (1900–1985) építész
- Itt raboskodott és hunyt el a máramarosszigeti börtönben boldog Tit Liviu Chinezu (1904–1955) görögkatolikus püspök[6]
- Itt raboskodott és hunyt el a máramarosszigeti börtönben boldog Ioan Suciu (1907–1953) görögkatolikus püspök[6]
- Itt raboskodott a máramarosszigeti börtönben Boros Béla (1908–2003) római katolikus püspök

### Itt született
- 1820. november 11-én Várady Gábor honvéd őrnagy (1848-49), országgyűlési képviselő, testőrtiszt
- 1821-ben Leövey Klára pedagógus, írónő; sírja a református temetőben látható
- 1823-ban Asztalos Sándor honvédezredes, az „aradi hős”
- 1826. június 1-jén Prielle Kornélia színésznő, a színházi élet egyik legkiemelkedőbb alakja
- 1852. november 6-án Grosschmid Béni jogász, egyetemi tanár, az MTA levelező tagja (1901), udvari tanácsos.
- 1857. február 2-án Hollósy Simon festőművész, a nagybányai festőiskola alapítója; sírja a katolikus temetőben látható
- 1860. március 8-án Hollósy József festőművész, Hollósy Simon festőművész öccse, buddhista filozófus, a magyarországi buddhizmus első képviselője; itt is hunyt el 1898. április 11-én.
- 1875. március 21-én Krüzselyi Erzsébet költőnő, Krüzselyi Bálint jogakadémiai tanár leánya
- 1882-ben Gerevich Tibor művészettörténész, az MTA tagja
- 1887. január 1-jén Teitelbaum Joel szatmári ortodox zsidó főrabbi, későbbi szatmári rebbe
- 1889. augusztus 6-án Lator Géza, a Magyar Jégkorong Szövetség alapítója, az első csapat- és szövetségi kapitánya
- 1894. október 24-én Boda István bölcsészdoktor, egyetemi tanár
- 1896-ban Roszner István magyar huszártiszt, földbirtokos, országgyűlési képviselő
- 1898-ban Bohuniczky Endre festőművész, orvos
- 1902. március 11-én Kőszegi Margit színésznő, énekesnő
- 1905. március 5-én Edmond Bordeaux Székely
- 1907. december 10-én Gisella Perl romániai zsidó nőgyógyász, akit 1944-ben deportáltak az auschwitzi koncentrációs táborba (fogva tartott nők százait mentette meg munkájával)
- 1912. április 29-én Árokszállásy Zoltán biológus, író, pedagógus
- 1914. november 1-jén Teitelbaum Mózes főrabbi, szigeti rebbe, későbbi (második) szatmári rebbe
- 1917. március 13-án Kende István történész
- 1920. november 28-án Kékedy László kémikus, a Magyar Tudományos Akadémia külső tagja, a Román Akadémia levelező tagja
- 1922. június 6-án Vágó Béla történész.
- 1925. november 15-én Koch Ferenc fizikus, egyetemi tanár, kutató
- 1928. szeptember 30-án Elie Wiesel Nobel-díjas író
- 1930. szeptember 16-án Makkay Ferenc vegyész, a kémiai tudományok doktora, egyetemi oktató
- 1936. március 5-én Zahoránszky Ibolya újságíró, szerkesztő, közművelődés-szervező
- 1946. Jakubinyi György, gyulafehérvári római katolikus érsek
- 1961. május 8-án Béres István romániai magyar politikus, képviselő
- 1964. augusztus 27-én Bocsák Krisztina festő.
- 1970. március 25-én Cosovan Attila Ferenczy-díjas tervezőművész, a Budapesti Corvinus Egyetem és a Moholy-Nagy Művészeti Egyetem professzora

### Itt élt
- Bethlen István erdélyi fejedelem, Bethlen Gábor erdélyi fejedelem öccse, máramarosi főispánként és a huszti uradalom földesuraként
- Itt tanított Hari Péter, Kőrösi Csoma Sándor, Gerevich Emil és Juhász Gyula is
- Itt volt vikárius és a térség országgyűlési képviselője Balogh Mihály
- Itt volt plébános és esperes Reizer Pál, későbbi szatmári püspök
- Itt volt plébános és esperes Schönberger Jenő, jelenlegi szatmári püspök
- Surányi Miklós író, újságíró
- A református jogakadémia tanára volt Marton Géza (1880-1957), a római jog nemzetközi hírnévnek örvendő művelője
- Sáfrány Péter református líceumi tanár, író